# 韓惠淑
韓惠淑（1951年8月20日—），韓國女演員，出道於1970年MBC公开招聘电视演员2期，首演作品為1971年，近年來多參與電視作品演出，如《背叛愛情》，《老天爺啊！給我愛》等；2006年曾重返大銀幕出演河明中導演的作品《不死的母親》。韩惠淑家里有五姊妹，身为长女的她，在父亲过世後接下照顾妹妹的重责大任，至今未婚。

## 演出作品

### 電視劇
- 1971年：KBS《梦之树》
- 1971年：KBS《春香前传》
- 1974年：KBS《花开的八道江山》
- 1974年：KBS《家族》
- 1977年：KBS《大同别曲》
- 1977年：KBS《传说的故乡-九尾狐》
- 1979年：KBS《土地》
- 1979年：KBS《立春大吉》
- 1980年：KBS《春天到达的声音》
- 1981年：KBS《首尔屋檐下》
- 1982年：KBS《风云》
- 1982年：KBS《普通人们（市井小民）》
- 1983年：KBS《客栈》
- 1984年：KBS《TV春香前传》
- 1984年：KBS《赤道前线》
- 1986年：KBS《意外的财富（发大财）》
- 1988年：KBS《黄金塔》
- 1989年：KBS《命运》
- 1990年：KBS《妻子的庭院》
- 1991年：KBS《京都議定書-25》
- 1992年：KBS《时间与泪水》
- 1993年：SBS《事业和爱情》
- 1994年：SBS《那个女子的生存方式》
- 1996年：SBS《和平》
- 1996年：SBS《鲑鱼返潮时》
- 1997年：SBS《美丽的罪》
- 1998年：KBS《王与妃》
- 2001年：KBS《美娜》
- 2002年：KBS《萨克斯管和糯米糕》
- 2002年：MBC《人鱼小姐》飾 沈秀情
- 2004年：MBC《花王仙女》飾 張詩艾
- 2004年：《就像美丽蝴蝶飞》(中韩合拍)
- 2005年：SBS《老天爺啊！給我愛》飾 池英善
- 2009年：MBC《宝石拌饭》飾 皮慧子

### 電影
- 1978年：《常绿树(Evergreen)》
- 1978年：《没有更多哀伤 (No More Sorrow)》
- 1978年：《族谱(The Family Pedigree)》
- 1979年：《永远的遗产》
- 1980年：《富裕主妇(Mrs. Speculator)》
- 1980年：《最後的證人(The Last Witness)》
- 1987年：《两个女子的家(The Home of Two Women)》
- 2007年：《不死的母亲(The Mother Never Dies)》

## 獲獎
- 1974年：KBS电视“新人诞生”第二期表决选举最优秀奖
- 1975年：百想艺术大赏--电视部门新人奖
- 1987年：韩国放送大赏--电视表演者奖《意外的财富（发大财）》
- 1987年：百想艺术大赏--电视部门最优秀表演奖《意外的财富（发大财）》
- 1987年：KBS优秀节目表演者奖《意外的财富（发大财）》
- 2002年：MBC演技大赏--表演部门特别奖《人鱼小姐》
- 2006年：SBS演技大赏--十大明星奖《老天爺啊！給我愛》
- 2006年：SBS演技大赏--大奖《老天爺啊！給我愛》